# Контрада Колепицуто (Кјети)
Контрада Колепицуто (итал. Contrada Collepizzuto) је насеље у Италији у округу Кјети, региону Абруцо.
Према процени из 2011. у насељу је живело 66 становника. Насеље се налази на надморској висини од 284 м.